# WWE Unforgiven
WWE Unforgiven est un ancien pay per view produit par la World Wrestling Entertainment et se déroulait chaque année au mois de septembre. La première édition d'Unforgiven en 1998 fut un show In Your House. De 2003 à 2006, c'était un PPV exclusif à la division Raw.
En 2009, le PPV est remplacé par Breaking Point.

## Historique

### 1998
Unforgiven 1998 était le vingt et unième pay-per-view de la World Wrestling Federation sous l'appellation In Your House. il s'est déroulé le 26 avril 1998 au Greensboro Coliseum de Greensboro, Caroline du Nord.
| #                                                          | Résultats | Stipulations                                           | Commentaires                                                                                           | Durée |
| ---------------------------------------------------------- | --- | ------------------------------------------------------ | --- | ----- |
| 1                                                          | Faarooq, Ken Shamrock et Steve Blackman battent The Nation of Domination (The Rock, D'Lo Brown et Mark Henry) (avec Kama)                            | 6-Man Tag Team Match                                   | - Faarooq a effectué le tombé sur Rock après un Dominator.                                             | 13:32 |
| 2                                                          | Triple H (c) (avec Chyna) bat Owen Hart | Match simple pour le WWF European Championship         | - Triple H a effectué le tombé sur Hart après que X-Pac l'a frappé avec un extincteur.                 | 12:26 |
| 3                                                          | The New Midnight Express (c) (Bodacious Bart et Bombastic Bob) (avec Jim Cornette) battent The Rock 'n' Roll Express (Ricky Morton et Robert Gibson) | Tag team match pour le NWA World Tag Team Championship | - Bart a fait le compte de trois sur Gibson après un Bulldog.                                          | 07:12 |
| 4                                                          | Luna Vachon (avec The Artist Formerly Known As Goldust) avec Sable                                                                                   | Evening Gown Match                                     | - Luna a retiré les vêtements de Sable quand celle-ci était distraite par Marc Mero.                   | 02:50 |
| 5                                                          | The New Age Outlaws (c) (Billy Gunn et Road Dogg) battent L.O.D. 2000 (Animal et Hawk) (avec Sunny)                                                  | Tag team match pour le WWF Tag Team Championship       | - Road Dogg a effectué le tombé sur Animal avec une German suplex pin.                                 | 12:13 |
| 6                                                          | The Undertaker bat Kane (avec Paul Bearer) | Inferno match                                          | - Il s'agit du tout premier Inferno match - Undertaker a remporté le match en brûlant le bras de Kane. | 16:00 |
| 7                                                          | WWF Champion Steve Austin (c) bat Dude Love | Match simple                                           | - Austin gagne le match avec un Stone cold Stunner ce qui lui permettait de conserver le titre.        | 18:49 |
| (c) désigne le champion défendant son titre dans le match. | |                                                        | |       |

### 1999
Unforgiven 1999 s'est déroulé le 26 septembre 1999 au Charlotte Coliseum de Charlotte, Caroline du Nord.
| #                                                          | Résultats | Stipulations                                                 | Commentaires | Durée |
| ---------------------------------------------------------- | --- | ------------------------------------------------------------ | --- | ----- |
| 1                                                          | Val Venis bat Steve Blackman (avec The Brooklyn Brawler en tant qu'arbitre spécial)                                  | Match simple                                                 | - Venis a effectué le tombé sur Blackman après un Money Shot. | 06:29 |
| 2                                                          | D'Lo Brown bat Mark Henry (c) (avec Tom Prichard en tant qu'arbitre spécial)                                         | Match simple pour le WWF European Championship               | - Brown a fait le tombé sur Henry après le Lo-Down. | 09:11 |
| 3                                                          | Jeff Jarrett (c) (avec Miss Kitty) bat Chyna par disqualification (avec Harvey Wippleman en tant qu'arbitre spécial) | Match simple pour le WWF Intercontinental Championship       | - Chyna était disqualifiée après que Debra a frappé Jarrett avec sa propre guitare, ce qui permettait à ce dernier de conserver son titre. - The Fabulous Moolah et Mae Young ont aussi interféré pendant le match. - Chyna avait à l'origine gagné par tombé, mais l'assistant Tom Prichard renversait la décision et disqualifiait Chyna.                                                                                | 11:51 |
| 4                                                          | The Acolytes (Faarooq et Bradshaw) battent The Dudley Boyz (Bubba Ray et D-Von)                                      | Tag team match                                               | - Faarooq a effectué le tombé sur D-Von après une intervention de Steven Richards. - L'arbitre pour le match était Jim Korderas, qui était le seul arbitre officiel à la WWF à ne pas faire grève. | 07:28 |
| 5                                                          | Ivory (c) bat Luna Vachon                                                                                            | match Hardcore pour le WWF Women's Championship              | - Ivory a réalisé le compte de trois sur Luna après l'avoir frappée avec un tuyau. | 03:37 |
| 6                                                          | The New Age Outlaws (c) (Mr. Ass et Road Dogg) battent Edge et Christian                                             | Tag team match pour le WWF Tag Team Championship             | - Mr. Ass a effectué le tombé sur Edge après un Fameasser. - L'arbitre était le non-gréviste Jim Korderas. | 11:07 |
| 7                                                          | Al Snow (c) (avec Head) bat The Big Boss Man                                                                         | Kennel from Hell match pour le WWF Hardcore Championship     | - Snow l'a emporté en s'échappant des deux cages après avoir frappé le Big Boss Man avec sa tête. | 11:25 |
| 8                                                          | X-Pac bat Chris Jericho (avec Curtis Hughes) par disqualification (avec Tom Prichard en tant qu'arbitre spécial)     | Match simple                                                 | - Jericho était disqualifié après que Hughes a attaqué l'arbitre. Road Dogg a aussi interféré dans le match. | 12:57 |
| 9                                                          | Triple H bat The Rock, Mankind, Kane, The Big Show et The British Bulldog                                            | Six-Pack Challenge pour remporter le vacant WWF Championship | - Triple H a effectué le tombé sur le Rock après un Pedigree. - L'arbitre de départ était Jim Korderas, mais les arbitres grévistes sont arrivés et l'ont attaqué, Steve Austin a donc pris sa place. - Les arbitres de la WWF étaient tous en grève selon la storyline à cause des assauts répétés qu'ils ont subis par les catcheurs, donc tous les matchs étaient arbitrés (ou presque) par des arbitres non officiels. | 20:23 |
| (c) désigne le champion défendant son titre dans le match. | |                                                              | |       |

### 2000
Unforgiven 2000 s'est déroulé le 24 septembre 2000 au First Union Center de Philadelphie, Pennsylvanie.
| #                                                          | Résultats | Stipulations | Commentaires | Durée |
| ---------------------------------------------------------- | --- | --- | --- | ----- |
| 1                                                          | Right to Censor (Steven Richards, Val Venis, Bull Buchanan, et The Goodfather) battent The Dudley Boyz (Bubba Ray et D-Von) et The APA (Faarooq et Bradshaw | 8-Man Tag Team Match                                                                                                   | - Venis a effectué le tombé sur Bubba Ray après que Richards lui a porté un Steven Kick. | 06:04 |
| 2                                                          | Tazz bat Jerry Lawler | Strap match | - Tazz a fait abandonné Lawler avec le Tazzmission. | 05:05 |
| 3                                                          | Steve Blackman bat Test, Perry Saturn, Crash Holly, Al Snow, et Funaki                                                                                      | Bataille royale de 10 minutes pour le WWF Hardcore Championship où tous les vainqueurs remportaient le titre Hardcore. | - Crash a fait le compte de trois sur Blackman en dehors du ring (3:54) - Saturn a effectué le tombé sur Crash après l'avoir frappé avec une poubelle (4:06) - Blackman a exécuté le décompte de trois sur Saturn (9:01) | 10:00 |
| 4                                                          | Chris Jericho bat X-Pac | Match simple | - Jericho a fait abandonné X-Pac avec le Walls of Jericho. | 09:03 |
| 5                                                          | The Hardy Boyz (Matt et Jeff) battent Edge et Christian (c)                                                                                                 | Steel Cage match pour le WWF Tag Team Championship                                                                     | - Les Hardy Boyz l'ont emporté en s'échappant de la cage après avoir porté un Con-chair-to sur Edge. | 13:32 |
| 6                                                          | Eddie Guerrero (c) (avec Chyna) bat Rikishi | Match simple pour le WWF Intercontinental Championship                                                                 | - Rikishi était disqualifié après avoir attaqué Chyna. | 06:03 |
| 7                                                          | Triple H bat Kurt Angle (avec Mick Foley en tant qu'arbitre spécial)                                                                                        | No Disqualification match                                                                                              | - Triple H a effectué le tombé sur Angle après un Pedigree. | 17:26 |
| 8                                                          | The Rock (c) bat Chris Benoit, The Undertaker et Kane | Fatal Four Way match pour le WWF Championship                                                                          | - Rock a fait le tombé sur Benoit après un Rock Bottom. | 15:18 |
| (c) désigne le champion défendant son titre dans le match. | | | |       |

### 2001
Unforgiven 2001 s'est déroulé le 23 septembre 2001 au Mellon Arena de Pittsburgh, Pennsylvanie. 
- Sunday Night Heat match: Bily Gunn def. Tommy Dreamer (3:12)
  - Gunn a effectué le tombé sur Dreamer après un Fameasser.
- The Dudley Boyz (Bubba Ray et D-Von) def. The Big Show et Spike Dudley, Lance Storm et The Hurricane, et The Hardy Boyz (Matt et Jeff) dans un Fatal Four-Way Elimination match pour conserver le WWF Tag Team Championship (14:21)
  - Big Show a effectué le tombé sur Storm après un Chokeslam (6:52)
  - Matt a effectué le tombé sur Spike après un Twist Of Fate (7:57)
  - D-Von a réalisé le compte de trois sur Matt après un Bubba Bomb de Bubba Ray (14:21)
- Perry Saturn def. Raven (w/Terri Runnels) (5:07)
  - Saturn a effectué le tombé sur Raven après un Three Handled Moss Covered Family Credenza.
- Christian def. Edge pour remporter le WWF Intercontinental Championship (11:53)
  - Christian a effectué le tombé sur Edge avec un roll-up après un low blow.
- The Brothers of Destruction (The Undertaker and Kane) def. KroniK (Brian Adams et Bryan Clark) (w/Steven Richards) pour conserver le WCW Tag Team Championship (10:22)
  - Undertaker a effectué le tombé sur Clark après un Chokeslam.
- Rob Van Dam def. Chris Jericho pour conserver le WWF Hardcore Championship (16:33)
  - RVD a effectué le tombé sur Jericho après un Five-Star Frog Splash et une distraction de la part de Stephanie McMahon.
- The Rock def. Booker T et Shane McMahon dans un match Handicap pour conserver le WCW Championship (15:23)
  - Rock a réalisé le compte de trois sur Booker T après un Rock Bottom.
- Rhyno def. Tajiri (w/Torrie Wilson) pour remporter le WCW United States Championship (4:50)
  - Rhyno effectué le tombé sur Tajiri après un Gore.
- Kurt Angle def. Steve Austin pour remporter le WWF Championship (23:12)
  - Angle a fait abandonné Austin avec le Ankle Lock.
  - Après le match, Angle célébrait sa victoire avec sa famille et le reste du roster de la WWF qui est venu le féliciter.

### 2002
Unforgiven 2002 s'est déroulé le 22 septembre 2002 au Staples Center de Los Angeles, Californie. 
| #                                       | Match | Stipulation                                            | Durée |
| --------------------------------------- | --- | ------------------------------------------------------ | ----- |
| Dark                                    | Rey Mysterio bat Chavo Guerrero                                                                                      | Match simple                                           | 8:58  |
| 1                                       | Booker T, Bubba Ray Dudley, Goldust et Kane battent The Un-Americans (Christian, Lance Storm, Test et William Regal) | Match par équipes à huit.                              | 8:58  |
| 2                                       | Chris Jericho (c) bat Ric Flair                                                                                      | Match simple pour le championnat Intercontinental.     | 6:16  |
| 3                                       | Eddie Guerrero bat Edge                                                                                              | Match simple.                                          | 11:55 |
| 4                                       | 3-Minute Warning (Jamal et Rosey) (avec Rico) battent Billy and Chuck (Billy Gunn et Chuck Palumbo)                  | Match par équipes.                                     | 6:38  |
| 5                                       | Triple H (c) bat Rob Van Dam                                                                                         | Match simple pour le championnat du monde poids-lourd. | 18:17 |
| 6                                       | Trish Stratus bat Molly Holly (c)                                                                                    | Match simple pour le championnat féminin de la WWE.    | 5:46  |
| 7                                       | Chris Benoit bat Kurt Angle                                                                                          | Match simple.                                          | 13:55 |
| 8                                       | Brock Lesnar (c) (avec Paul Heyman) vs. The Undertaker se finit en double-disqualification.                          | Match simple pour le championnat de la WWE.            | 20:27 |
| (c) désigne le(s) champion(s) en titre. | |                                                        |       |

### 2003
Unforgiven 2003 s'est déroulé le 21 septembre 2003 au Giant Center de Hershey en Pennsylvanie. 
- Sunday Night Heat match: Maven def. Steven Richards (w/Victoria) (5:13)
  - Maven a effectué le tombé sur Richards après un Tornado DDT.
- The Dudley Boyz (Bubba Ray et D-Von) def. Rob Conway et La Résistance (Sylvain Grenier et René Duprée) dans un Handicap Tables match pour remporter le World Tag Team Championship (10:17)
  - Les Dudley Boyz ont jeté Duprée à travers une table pour l'emporter.
- Test (w/Stacy Keibler) def. Scott Steiner (6:56)
  - Test a effectué le tombé sur Steiner après que Stacy l'a accidentellement frappé avec une chaise.
  - steiner devait donc devenir le valet de Test. Si Test perdait, Stacy serait devenu libre.
- Randy Orton (w/Ric Flair) def. Shawn Michaels (18:47)
  - Orton a réalisé le compte de trois sur Michaels après l'avoir frappé avec un poing américain.
- Trish Stratus et Lita def. Molly Holly et Gail Kim (6:46)
  - Lita a effectué le tombé sur Molly après un Moonsault.
- Kane def. Shane McMahon dans un Last Man Standing match (19:42)
  - Kane a gagné le match quand Shane ne pouvait plus se relever après avoir raté un Leap of Faith du haut de l'écran.
- Al Snow et Jonathan Coachman def. Jim Ross et Jerry Lawler (8:16)
  - Coach a fait le tombé sur JR après un dropkick de Chris Jericho.
  - Les vainqueurs de ce match remportaient le droit d'être les commentateurs de RAW.
- Christian def. Chris Jericho et Rob Van Dam dans un Triple Threat match pour conserver le WWE Intercontinental Championship (19:03)
  - Christian a effectué le tombé sur RVD après l'avoir frappé avec la ceinture.
- Goldberg def. Triple H pour remporter le World Heavyweight Championship (14:57)
  - Goldberg a effectué le tombé sur Triple H après lui avoir porté un Spear suivi d'un JackHammer.

### 2004
Unforgiven 2004 s'est déroulé le 12 septembre 2004 au Rose Garden Arena de Portland, Oregon. 
- Sunday Night Heat match: Maven def. Rodney Mack (w/Jazz) (4:42)
  - Maven a effectué le tombé sur Mack avec un roll-up après que Mack est rentré en collision avec Jazz.
- Chris Benoit et William Regal def. Ric Flair et Batista (15:07)
  - Benoit a fait abandonné Flair sur le Crippler Crossface.
- Trish Stratus (w/Tyson Tomko) def. Victoria pour conserver le WWE Women's Championship (8:21)
  - Trish a effectué le tombé sur Victoria après un Stratusfaction.
  - Tomko tentait d'attaquer Victoria jusqu'à ce qu'elle soit sauvée par un homme travesti (Steven Richards). Tomko l'a défié à un match.
- Tyson Tomko def. Steven Richards (6:24)
  - Tomko a fait le compte de trois sur Richards après un swinging neckbreaker modifié.
- Chris Jericho def. Christian dans un Ladder match pour remporter le vacant WWE Intercontinental Championship (22:29)
  - Jericho remportait le match en décrochant la ceinture.
- Shawn Michaels def. Kane (w/Lita) dans un No Disqualification Match (18:02)
  - Michaels a effectué le tombé sur Kane après un Sweet Chin Music.
- La Résistance (Sylvain Grenier et Robért Conway) def. Tajiri et Rhyno pour conserver le World Tag Team Championship (9:40)
  - Grenier a réalisé le compte de trois sur Rhyno après l'avoir frappé avec le drapeau du Québec.
- Triple H def. Randy Orton pour remporter le World Heavyweight Championship (24:45)
  - Triple H a effectué le tombé sur Orton après un Pedigree sur une chaise.
  - Jonathan Coachman, Ric Flair et Batista ont tous interféré durant le match en faveur de HHH.

### 2005
Unforgiven 2005 s'est déroulé le 18 septembre 2005 au Ford Center d'Oklahoma City, Oklahoma. 
- Sunday Night Heat match: Rob Conway def. Tajiri (3:44)
  - Conway a effectué le tombé sur Tajiri après un Ego Trip.
- Ric Flair def. Carlito pour remporter le WWE Intercontinental Championship (11:46)
  - Flair a fait abandonné Carlito sur le Figure Four Leglock.
- Trish Stratus et Ashley Massaro def. The Ladies in Pink (Victoria et Torrie Wilson) (w/Candice Michelle) (7:05)
  - Trish a effectué le tombé sur Victoria après un Chick Kick.
- The Big Show def. Snitsky (6:11)
  - Big Show a réalisé le compte de trois sur Snitsky après un Chokeslam.
  - Après le match Big Show a frappé Snitsky avec la cloche.
- Shelton Benjamin def. Kerwin White (8:06)
  - Benjamin a effectué le tombé sur White après un T-Bone Suplex.
- Matt Hardy def. Edge (w/Lita) dans un Steel cage match (21:33)
  - Hardy a effectué le tombé sur Edge après un Leg Drop du sommet de la cage.
- Lance Cade et Trevor Murdoch def. The Hurricane et Rosey pour remporter le World Tag Team Championship (7:40)
  - Murdoch a réalisé le compte de trois sur Hurricane après un Sweet and Sour.
- Shawn Michaels def. Chris Masters (16:44)
  - Michaels a effectué le tombé sur Masters après un Sweet Chin Music.
- Kurt Angle def. WWE Champion John Cena par disqualification (17:15)
  - Cena était disqualifié pour avoir frappé Angle avec la ceinture, ce qui lui permettait de conserver le titre.

### 2006
Unforgiven 2006 s'est déroulé le 17 septembre 2006 au Centre Air Canada de Toronto, Ontario.
| #                                                                | Match                                                                      | Stipulation                                                                                             | Durée |
| ---------------------------------------------------------------- | -------------------------------------------------------------------------- | --- | ----- |
| Dark                                                             | Super Crazy bat Shelton Benjamin                                           | Match Simple                                                                                            | 7:00  |
| 1                                                                | Johnny Nitro (w/Melina) (c) bat Jeff Hardy.                                | Match Simple pour le WWE Intercontinental Championship                                                  | 17:36 |
| 2                                                                | Kane et Umaga (w/Armanda Alejandro Estrada) font double décompte extérieur | Match Simple                                                                                            | 7:03  |
| 3                                                                | Spirit Squad (c) battent The Highlanders                                   | Tag Team Match pour le WWE World Tag Team Championship                                                  | 8:59  |
| 4                                                                | D-Generation X battent Vince McMahon, Shane McMahon et The Big Show        | Handicap Hell In A Cell Match                                                                           | 24:55 |
| 5                                                                | Trish Stratus bat Lita (c)                                                 | Match Simple pour le WWE Women's Championship                                                           | 11:34 |
| 6                                                                | Randy Orton bat Carlito                                                    | Match Simple                                                                                            | 8:41  |
| 7                                                                | John Cena bat Edge (c)                                                     | TLC Match pour le WWE Championship. Si John Cena perd, il devra quitter Raw et rejoindre WWE SmackDown. | 25:28 |
| (c) désigne le(s) champion(s) défendant son titre dans le match. |                                                                            | |       |

### 2007
Unforgiven 2007 s'est déroulé le 16 septembre 2007 au FedExForum de Memphis au Tennessee.
| #                                                                | Match                                                                  | Stipulation                                                | Durée |
| ---------------------------------------------------------------- | ---------------------------------------------------------------------- | ---------------------------------------------------------- | ----- |
| Dark                                                             | Kane bat Kenny Dykstra                                                 | Match Simple                                               | 0:27  |
| 1                                                                | CM Punk (c) bat Elijah Burke.                                          | Match Simple pour le ECW Championship                      | 11:52 |
| 2                                                                | Matt Hardy et MVP (c) battent Deuce 'N Domino (w/Cherry)               | Tag Team Match pour le WWE Tag Team Championship           | 9:19  |
| 3                                                                | Triple H bat Carlito                                                   | Match Simple                                               | 10:40 |
| 4                                                                | Candice Michelle (c) bat Beth Phoenix                                  | Match Simple pour le WWE Women's Championship              | 7:17  |
| 5                                                                | Batista bat The Great Khali (c) et Rey Mysterio                        | Triple Threat Match pour le World Heavyweight Championship | 8:01  |
| 6                                                                | Lance Cade et Trevor Murdoch (c) battent Paul London et Brian Kendrick | Tag Team Match pour le World Tag Team Championship         | 11:48 |
| 7                                                                | Randy Orton bat John Cena (c) par disqualification                     | Match Simple pour le WWE Championship                      | 7:22  |
| 8                                                                | The Undertaker bat Mark Henry                                          | Match Simple                                               | 11:25 |
| (c) désigne le(s) champion(s) défendant son titre dans le match. |                                                                        |                                                            |       |

### 2008
Unforgiven 2008 s'est déroulé le 7 septembre 2008 au Quicken Loans Arena de Cleveland dans l'Ohio.
La musique officielle du PPV est Rock Out de Motörhead.
C'est la première fois que 3 Scramble match ont lieu à la WWE.
- Scramble Match de 20 minutes pour le ECW Championship : Matt Hardy def. Mark Henry (c), The Miz, Chavo Guerrero & Finlay (20:00)
  - Chavo Guerrero porte un Frog Splash sur Matt Hardy pour devenir champion par intérim.
  - Matt Hardy porte Side Effect à Chavo Guerrero pour devenir champion par intérim.
  - Mark Henry porte un World Strongest Slam à Chavo Guerrero pour devenir champion par intérim.
  - Finlay porte un Celtic Cross sur Matt Hardy pour devenir champion par intérim.
  - Matt Hardy porte un Twist of Fate à The Miz et remporte le ECW Championship.
- World Tag Team Championship Match : Cody Rhodes & Ted DiBiase Jr (c) def. Cryme Tyme (11:35)
  - Ted DiBiase Jr. & Cody Rhodes l'ont emporté après un Roll Up de ce dernier sur JTG.
- Unsanctioned Street Fight : Shawn Michaels def. Chris Jericho (26:53)
  - L'arbitre a décidé d'arrêter le combat, estimant que Chris Jéricho était physiquement incapable de continuer
- Scramble Match de 20 minutes pour le WWE Championship : Triple H (c) def. Jeff Hardy, The Brian Kendrick, MVP & Shelton Benjamin (20:00)
  - Jeff Hardy porte un Reverse Powerbomb sur The Brian Kendrick pour devenir champion par intérim.
  - The Brian Kendrick porte un The Kendrick sur Jeff Hardy et devient champion par intérim.
  - Triple H porte un Pedigree sur The Brian Kendrick pour devenir champion par intérim.
  - Jeff Hardy porte un Twist of Fate sur MVP pour devenir champion par intérim.
  - Triple H porte un Pedigree sur The Brian Kendrick pour devenir champion par interim.
  - Jeff Hardy porte un Swanton Bomb sur The Brian Kendrick pour devenir champion par intérim(dans le dos de Triple H).
  - Triple H porte un Pedigree sur MVP et conserve le WWE Championship à la dernière seconde.
  - Jeff Hardy a tenté une manœuvre désespérée:lorsque HHH a commencé son tombé final sur MVP, il a tenté un autre tombé sur Shelton Benjamin, mais l'arbitre ne l'a pas vu.
  - À la fin du match, Jeff Hardy et Triple H se sont serré la main.
- WWE Divas Championship : Michelle McCool (c) def. Maryse (5:42)
  - C'est le premier PPV pour Maryse
- Scramble Match de 20 minutes pour le WWE World Heavyweight Championship : Chris Jericho def. Batista, Rey Mysterio, Kane & JBL (20:00)
  - Chris Jericho a remplacé au dernier moment CM Punk, ce dernier ayant été victime d'un passage à tabac en coulisses par le quatuor Randy Orton, Ted DiBiase Jr., Cody Rhodes et Manu.
  - Kane porte un Chokeslam sur JBL pour devenir champion par intérim.
  - Batista porte un Spinebuster sur Kane pour devenir champion par intérim.
  - Chris Jericho fait le tomber sur Kane après le Spinebuster de Batista et remporte le World Heavyweight Championship.
  - John Cena, était lui aussi, prévu pour le combat mais a dû renoncer à la suite d'une blessure lors de ce match contre Batista à Summerslam 2008. Il fut donc remplacé par Rey Mysterio.